# Djema'a
Il termine Djema'a (o Jamaʿa, che in Arabo significa "congregazione" o "raduno") si può riferire a due cose diverse nel contesto del Sahara Occidentale.

## Djema'a: struttura di potere tribale
La Djema'a era la più alta struttura gerarchica all'interno di una tribù sahrawi. Composta dagli anziani e da capi eletti, organizzava iniziative di guerra, incursioni, stabiliva e applicava le leggi e, tra le altre cose,  componeva le dispute tra membri della tribù. A volte veniva convocata un'assemblea più ampia, conosciuta come Ait Arbein (Consiglio dei Quaranta), formata dagli anziani delle diverse tribù, per organizzare la comunità in vista di un'invasione straniera o per discutere altre questioni sovratribali.
L'organizzazione della Djema'a variava nei dettagli da tribù a tribù, ma di solito comprendeva sia antiche tradizioni Berbere che Arabe e basava le proprie pratiche sulla legge islamica. Le donne facevano parte della Djema'a solo in alcune tribù Sahrawi.

### Il declino
Una struttura sociale stabile, il tribalismo, aveva governato il popolo sahrawi dal Medioevo, cioè da quando, per primi, avevano fatto la loro comparsa nella regione, ma per una serie di cause concomitanti, tra le quali la colonizzazione e la modernizzazione, questa struttura tribale ha visto gradualmente diminuire la propria influenza sulla popolazione.
Anche dopo l'invasione del territorio, avvenuta nel 1884 da parte della Spagna e della Francia, le Djema'a rimasero molto attive, ma mentre l'esercito spagnolo estendeva gradualmente il proprio controllo e sottometteva le tribù, capi delle varie Djema'a venivano uccisi o incarcerati, mentre altri venivano costretti, con la forza o mediante corruzione, a cooperare con i colonizzatori. La rivolta di Māʾ al-ʿAynayn, nei primi anni del Novecento e la ribellione popolare che ne seguì, rappresentarono in un certo senso l'ultima battaglia della società tribale tradizionale contro la colonizzazione. Negli anni cinquanta, l'autorità tribale ha subito un declino progressivo a causa dell'urbanizzazione e dei nuovi stili di vita.

Le dure misure repressive applicate dalla Spagna dopo la Guerra di Ifni hanno accelerato questo processo. Nel 1967, i nazionalisti Sahrawi si organizzarono per la prima volta in un partito politico moderno, la Harakat Tahrir. Le tradizioni tribali e le divisioni rimangono comunque salde nella società sahrawi, sebbene la struttura formale delle Djema'a sia stata in gran parte distrutta dal sopravvento di un apparato statale moderno.

### L'atteggiamento del governo nei confronti del tribalismo
Il Polisario ha solitamente tenuto un atteggiamento ostile nei confronti del tribalismo, sostenendo che si tratterebbe di un modello di governo sorpassato ed antidemocratico e si è impegnato attivamente in una campagna contro il tribalismo nel campo profughi di Tindouf  e nelle aree del Sahara Occidentale governate dalla Repubblica Sahrawi. Il Marocco è stato in genere soddisfatto per avere ottenuto l'alleanza dei capi tribù anziani nelle aree che erano sotto il proprio controllo, e non ha insistito quando questo non si è verificato.

## Djema'a: struttura di potere coloniale della Spagna
La Djema'a era anche un consiglio direttivo di anziani Sahrawi istituito dalle autorità nel maggio 1967, nel Sahara spagnolo, oggi Sahara Occidentale. I membri ufficiali della Djema'a venivano eletti, ma le autorità coloniali controllavano il processo e, in realtà, selezionavano essi stessi i candidati. Le prime tornate elettorali si tennero il 14 luglio e il 20 agosto 1967 e la Djema'a venne inaugurata l'11 settembre a Laayoune. Le seconde elezioni della Djema'a hanno avuto luogo nel gennaio 1971 e, in seguito alla sollevazione del Fronte Polisario che ebbe inizio nel 1973, furono anche le ultime.
I membri della Djema'a godevano spesso di una posizione di rispetto all'interno delle tribù, che però non si sentivano da questi autenticamente rappresentate. La Djema'a aveva ben poco potere effettivo, ma veniva spesso consultata dai governatori spagnoli, che spesso concedevano di inviare dei rappresentanti a Madrid. La sua funzione primaria era quella di fornire alle forze occupanti una facciata di legalità agli occhi del popolo sahrawi, puntando su tradizioni come, appunto, quella delle Djema'a tribali e l'Ait Arbein.

### La dispersione
Negli anni 1974-75, la Djema'a perse man a mano importanza, mentre la Spagna istitutiva una nuova organizzazione in supporto alla propria politica, il Partito dell'Unione Nazionale Sahrawi (PUNS), che assorbì molti membri della  Djema'a e gran parte della sua funzione politica. Senza l'appoggio della Spagna, e con la dichiarazione di Franco, che si impegnava a liberare il territorio, molti membri della Djema'a lasciarono in fretta il proprio posto per unirsi al Fronte Polisario, un movimento di ribelli coinvolto nei sempre più numerosi episodi di guerriglia contro la presenza spagnola. Un numero più limitato partì per il Marocco, per sostenere le richieste del paese, che reclamava il Sahara Occidentale come una delle sue province meridionali, ed altri fuggirono in Mauritania, dove vennero presentati come sostenitori del governo nella questione di Tiris al-Gharbiyya. Dopo l'invasione congiunta marocchino-mauritana del Sahara Occidentale, verso la fine del 1975, la Djema'a venne dispersa durante il conseguente esodo di massa dei profughi.

### Il contenzioso sulla legittimità
La maggioranza dei suoi membri votò il 12 ottobre di quell'anno, durante il congresso di Ain Ben Tili organizzato dal Fronte Polisario, per denunciare l'invasione marocchina, dichiarare l'appoggio al Fronte Polisario e sciogliere la Djema'a, in modo da non rendere più possibile lo sfruttamento per fini politici di quella struttura. Più tardi, quello stesso anno, però,  il governo del Marocco convocò un incontro di membri della Djema'a perché si dichiarassero a favore dell'annessione del territorio. Questo episodio fu aspramente contestato dal Polisario, con le seguenti argomentazioni: a) non c'era mai stata la presenza di tutti i membri della congregazione e b) se anche ci fosse stata, la Djema'a era stata comunque dichiarata disciolta precedentemente per decisione maggioritaria, perciò i superstiti della Djema'a marocchina non avevano alcuna legittimità politica. Il 27 febbraio 1976 il movimento di indipendenza del Sahara Occidentale, Fronte Polisario, proclamò la Repubblica Democratica Araba dei Sahraui, intendendo sostituire la Djema'a con una struttura di potere sahrawi.
Sebbene nessuna delle due parti in causa avesse riconosciuto l'autorità della Djema'a quando era ancora operativa, denunciandone la sottomissione alla Spagna, sia il Polisario che il Marocco usano ancora l'argomento del presunto appoggio della Djema'a a sostegno delle loro tesi, per l'indipendenza, da parte del Polisario, o per l'annessione, da parte del Marocco, nel conflitto ancora in corso nel Sahara Occidentale.